# Pierella hortona
Pierella hortona är en fjärilsart som beskrevs av William Chapman Hewitson 1854. Pierella hortona ingår i släktet Pierella och familjen praktfjärilar. Inga underarter finns listade i Catalogue of Life.

## Bildgalleri

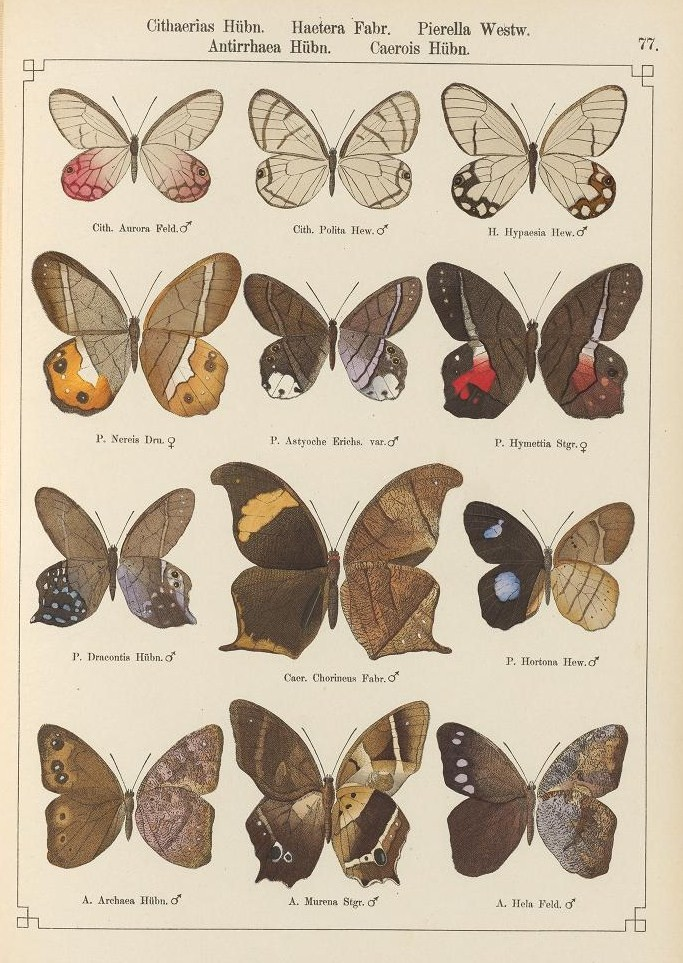